# Trichomyia inopis
Trichomyia inopis är en tvåvingeart som beskrevs av Duckhouse 1978. Trichomyia inopis ingår i släktet Trichomyia och familjen fjärilsmyggor.
Artens utbredningsområde är Northern Territory, Australien. Inga underarter finns listade i Catalogue of Life.